# 胡安拉卡塞
胡安拉卡塞是烏拉圭的城市，由科洛尼亞省負責管轄，位於該國西南部拉普拉塔河畔，距離首都蒙特維多150公里，主要經濟活動是工業，2004年人口13,196。

## 外部連結
- Juan Lacaze's official website （西班牙文）
- Information about the city at www.guiacolonia.com.uy （页面存档备份，存于） （西班牙文）
- INE map of Juan Lacaze （页面存档备份，存于）